# María Edilia
María Edilia, nombre artístico de Edixon Felipe Calanche Varela (Maracay), es una drag queen venezolana, conocida por competir en la tercera temporada de Drag Race España.

## Carrera
El primer acercamiento de María Edilia a la cultura drag fue cuando comenzó a ver este tipo de espectáculos. Además, a una temprana edad conoció a la posterior ganadora de Eurovisión, Dana International, por quien sintió una gran admiración.
En el año 2000, a la edad de 23 años, actuó por primera vez como drag queen en un concurso drag en la discoteca La Vía, en el Centro Comercial Mamayeya. En este concurso María Edilia se posicionó como primera finalista, y comenzó a hacer drag desde entonces.
Su nombre artístico procede tanto de la ganadora de un reality de televisión venezolano como de su madre, quien también se llama María Edilia.
En 2017 María Edilia emigró y se mudó a Madrid, España, donde entabló una amistad con la artista drag La Plexy y comenzó a actuar en la discoteca Black & White.
En 2022 protagonizó junto a Lady Savannah y Manu Barea la producción Qué! infierno de cabaret, dirigida por Rubén Calvente.
En 2023, María Edilia se unió a la competencia de telerrealidad Drag Race España en su tercera temporada, que comenzó a emitirse el 16 de abril de 2023. En el primer episodio, tras recibir malas críticas por parte del jurado, especialmente respecto a su desempeño en el maxirreto, María Edilia fue nominada a la eliminación junto a la también concursante Drag Chuchi. Ambas se enfrentaron en una batalla de lip sync bajo la canción «Despechá» de Rosalía, en la que Drag Chuchi fue finalmente declarada vencedora, suponiendo la eliminación de María Edilia y convirtiéndose esta en la primera eliminada de la temporada. De forma posterior fue galardonada por el resto de sus compañeras con el título de Miss Simpatía, en el episodio de reunión previo a la final de la temporada.

## Filmografía

### Televisión
| año  | título           | papel                   | notas       |
| ---- | ---------------- | ----------------------- | ----------- |
| 2020 | Veneno           | Drag queen del sex shop | 1 episodio  |
| 2023 | Meet The Queens  | Ella misma              | 1 episodio  |
| 2023 | Drag Race España | Ella misma              | 4 episodios |
| 2023 | Tras la carrera  | Ella misma              | 1 episodio  |

### Podcast
| año  | título             | papel    | notas      |
| ---- | ------------------ | -------- | ---------- |
| 2022 | Canelis & Dragonas | Invitada | 1 episodio |

## Teatro
- El Gran Hotel de las Reinas (2023)[15]